# 查克·戴利
查尔斯·杰罗姆·“查克”·戴利（英語：Charles Jerome "Chuck" Daly，1930年7月20日—2009年5月9日），美国职业篮球教练，因执教底特律活塞队9年，并率领其夺得1989年和1990年NBA总决赛冠军而声名鹊起。1992年率梦之队获得巴塞罗那奥运会金牌。在其14年的NBA执教生涯中，戴利还分别执掌过克里夫兰骑士队、新泽西网队和奥兰多魔术队。1994年5月9日，戴利入选奈史密斯篮球名人纪念堂。2021年，戴利入選国际篮联篮球名人堂。

## 生平

### 早年
戴利出生于宾夕法尼亚州圣玛丽，1930年7月20日，进入宾夕法尼亚州凯恩近郊的凯恩区高中就读。后来他进入圣玻波拿文都大学和宾夕法尼亚布鲁斯堡大学参与学院联赛，并于1952年毕业。经历2年兵役后，1954年他进入宾州旁蘇托尼高中执教8个赛季，执教生涯也由此拉开序幕。
1963年，戴利成为杜克大学篮球队著名教练Vic Bubas的一名助教，在杜克度过的六个赛季里，杜克蓝色恶灵男子篮球队分别于1964年和1966年夺得大西洋沿岸联盟冠军并晋级NCAA总决赛。1969年，他被波士顿学院篮球队聘为主教练。经历两年的调教，相比戴利进入球队的头一年——1970年11胜13负的战绩，波士顿学院老鹰队1971年战绩提高到了15胜11负。
1971年，戴利接过名教头迪克·哈帕的教鞭，入主宾夕法尼亚大学篮球队。

### NBA职业生涯
1981年，戴利短暂执教了NBA克里夫兰骑士队，1983年，戴利被底特律活塞队任命为主教练，在其率队期间，活塞队每一年都进入了季后赛，并在1989年和1990年两次加冕NBA总冠军。1992年，他率领史上第一支由职业球员为主组成的美国国家篮球队拿下了奥运会金牌。之后他又前往新泽西网队执教。1994年，戴利宣布退休，并入选篮球名人堂。1997年，他又复出，执教了奥兰多魔术队两个赛季。

### 晚年
2009年3月，戴利被查出患有晚期胰腺癌，5月9日逝世
。

## 战绩

### 学院记录
| 赛季    | 学校 (联盟)                 | 总体战绩 | 联赛记录 (Position) |
| ------- | --------------------------- | -------- | ------------------- |
| 1969–70 | 波士顿学院 (独立)           | 11–13    |                     |
| 1970–71 | 波士顿学院 (独立)           | 15–11    |                     |
| 1971–72 | 宾夕法尼亚大学 (常春藤联盟) | 25–3     | 13–1 (1st)          |
| 1972–73 | 宾夕法尼亚大学 (常春藤联盟) | 21–7     | 12–2 (1st)          |
| 1973–74 | 宾夕法尼亚大学 (常春藤联盟) | 21–6     | 13–1 (1st)          |
| 1974–75 | 宾夕法尼亚大学 (常春藤联盟) | 23–5     | 13–1 (1st)          |
| 1975–76 | 宾夕法尼亚大学 (常春藤联盟) | 17–9     | 11–3 (2nd)          |
| 1976–77 | 宾夕法尼亚大学 (常春藤联盟) | 18–8     | 12–2 (2nd)          |
| 合计    | 8个赛季                     | 151–62   | 74–10               |

### 职业生涯
| 赛季    | 球队     | 常规赛战绩 | 季后赛战绩 |
| ------- | -------- | ---------- | ---------- |
| 1981–82 | 克里夫兰 | 9–32       | 未进入     |
| 1983–84 | 底特律   | 49–33      | 2–3        |
| 1984–85 | 底特律   | 46–36      | 5–4        |
| 1985–86 | 底特律   | 46–36      | 1–3        |
| 1986–87 | 底特律   | 52–30      | 10–5       |
| 1987–88 | 底特律   | 54–28      | 14–9       |
| 1988–89 | 底特律   | 63–19      | 15–2*      |
| 1989–90 | 底特律   | 59–23      | 15–5*      |
| 1990–91 | 底特律   | 50–32      | 7–8        |
| 1991–92 | 底特律   | 48–34      | 2–3        |
| 1992–93 | 新泽西   | 43–39      | 2–3        |
| 1993–94 | 新泽西   | 45–37      | 1–3        |
| 1997–98 | 奥兰多   | 41–41      | 未进入     |
| 1998–99 | 奥兰多   | 33–17      | 1–3        |
| 合计    | 14个赛季 | 638–437    | 76–51      |

(* 赢得NBA总冠军)